# Claude de Blancher de Pierrebuffière

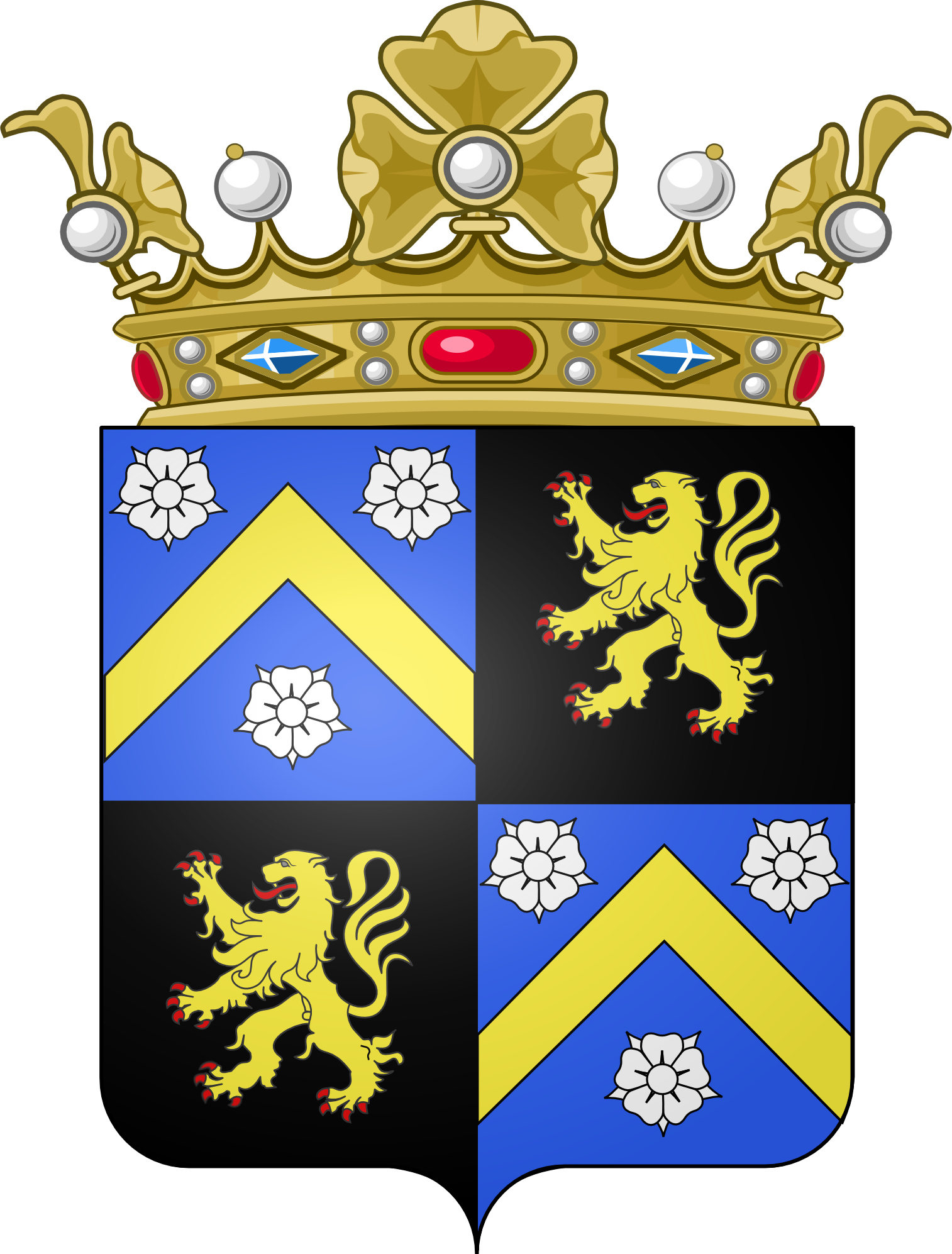
Marquis de Lostanges, de Blancher-Pierrebuffière

Claude de Blancher de Pierrebuffière (* um 1645; † März 1691 bei Mons), Marquis von Lostanges, war ein französischer Schlossbesitzer, bis 1685 Hugenotte und 1691 Brigadier des armées der Kavallerie.

## Herkunft und Geschwister
Claude de Blancher de Pierrebuffière-Châteauneuf (1645–1691), Chevalier Seigneur, marquis de La Villeneuve-au-Comte, Nedde, Lostanges, Bouch, Falsimagne, Royère, Magranges etc., seigneur de Gioux, Bouillac etc., war der erstgeborene Sohn des Théophile de Blancher (* 1616; † 10. November 1656 in Nedde). Théophile, um 1654 Capitaine der Kavallerie, war Neffe der Catherine de Pierre-Buffière, dame de Châteauneuf, Baronesse von Lostanges, Nedde und Villeneuve, und erbte 1639 ihre Güter und Titel mit der Maßgabe, dass er auch Wappen und Familiennamen der streng hugenottischen Pierre-Buffière übernimmt. Er war somit Baron von Lostanges. Diese Baronie besaß die Gerichtsbarkeit über die Gemeinden Villeneuve-au-Comte, Nedde, Rempnat, Royère und Beaumont. Im November 1655 wurde durch königliche Patente zu Théophiles Gunsten das Marquisat (Markgrafschaft) Lostanges de Villeneuve-au-Comte et Nedde errichtet. Ebendort, im Château Nedde, starb Théophile als strenggläubiger Hugenotte schon im nächsten Jahr, nach seiner Rückkehr von einem einjährigen Prozess in Paris gegen einen Verwandten, M. de Pompadour, den Vizegouverneur des Limousin. Théophile war mit Suzanne de Murat (* 1606; † nach 1678) verheiratet gewesen, und das Paar hatte wenigstens vier Kinder, so
1. Claude de Blancher de Pierrebuffière, Marquis de Lostanges, erstgeborener Sohn
2. Esther de Blancher der Pierrebuffière, dame de Lostanges (erwähnt 1670)
3. Jacqueline de Blancher de Pierrebuffière, dame de Lostanges (sie führte 1695 Prozesse wegen unbefugter Jagd in ihrer Seigneurie Bouch); ⚭ (I.) Daniel Dulion, seigneur de Campagnac, Betou, Boulhiac, La Salvetat etc., ⚭ (II.) Bernard de Montesquiou de Montluc, baron de Fages[5], ⚭ (III.) 29. Juni 1694 François de la Brousse (1639–1706), Seigneur de Veyrignac, Conseiller du Roi, erster Gerichtspräsident in Sarlat, Gouverneur der Grafschaft Montfort (1639–1706)[6]
4. Charles de Blancher de Pierrebuffière, Comte de Lostanges (etwa 1650–1704)[7]; 1678 bei der französischen Armee, später kurfürstlich-brandenburgischer Generalmajor.

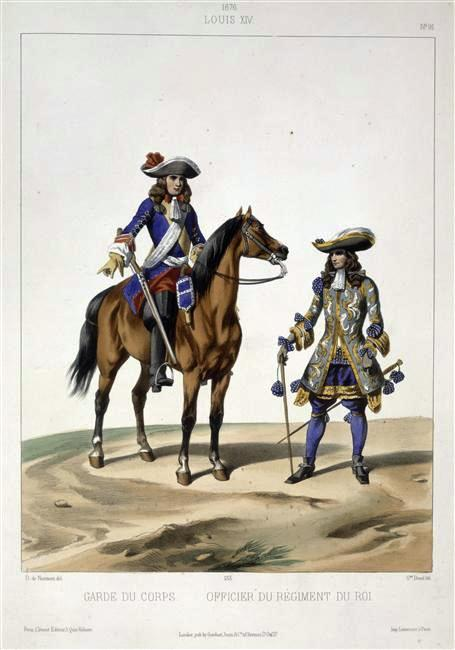
Garde du corps du Roi, 1676

## Laufbahn und Leben
Claude de Blancher-Pierrebuffière wurde bereits 1659 mit seiner Cousine mütterlicherseits, Marie de Giou (1635–1689), Tochter des Barons Jacques I. de Giou, Seigneur von Saint-Étienne-Cantalès, und der Marie de Murat, verheiratet. Er huldigte 1676 dem König für das Marquisat von La Villeneuve-au-Comte und Nedde. Im Jahre 1676 war er Maître-de-camp und 1678 Colonel und Kommandant bei der Kavallerie des Duc de Bouillon. Im Alter von 40 Jahren schwor er 1685, gemeinsam mit seiner Frau und seinen Kindern, dem Kalvinismus ab (Abjuration) und war sodann Enseigne (Fahnenträger), später bis 1687 Leutnant in der ersten Kompanie (compagnie écossaise) der Gardes du Corps unter Anne-Jules de Noailles. Nach seiner Demission aus der Garde führte er eine Brigade in den Feldzügen 1689 und 1690. Im selben Jahr machte König Ludwig XIV. ihn zum Brigadier des armées du Roi der Kavallerie und ernannte ihm im Januar 1691 zum Lieutenant-général pour Sa Majesté der Haute- und Basse-Marche. Bei der Belagerung von Mons wurde er im März 1691 beim Tragen einer Faschine an der Spitze seiner Brigade getötet.
Von 21. Mai 1678 bis 1679 war der Schweizer Jakob Bernoulli 13 Monate lang der Hauslehrer seiner Kinder (damals zwei Söhne und zwei Töchter) im Schloss Nedde und hinterließ eine sehr genaue Beschreibung der Lebensumstände, des stattlichen Vermögens und der einzelnen Mitglieder der Familie, einschließlich der Mutter und der Kinder des Marquis. So beziffert Bernoulli das jährliche Einkommen des Marquis Claude de Lostanges auf 12.000 Francs, und berichtet von Abfindungen für den Bruder Charles, Comte de Lostanges, und die beiden Schwestern des Marquis in Höhe von je 30.000 Francs. Dahingegen erhielt Bernoulli für die gesamte Dauer seiner Anstellung einen knappen Betrag von 12 Louis d’or von der Marquise (Marie de Giou).

## Nachkommen
1. N.N. de Blancher-Pierrebuffière de Lostanges, älteste Tochter (* um 1659)

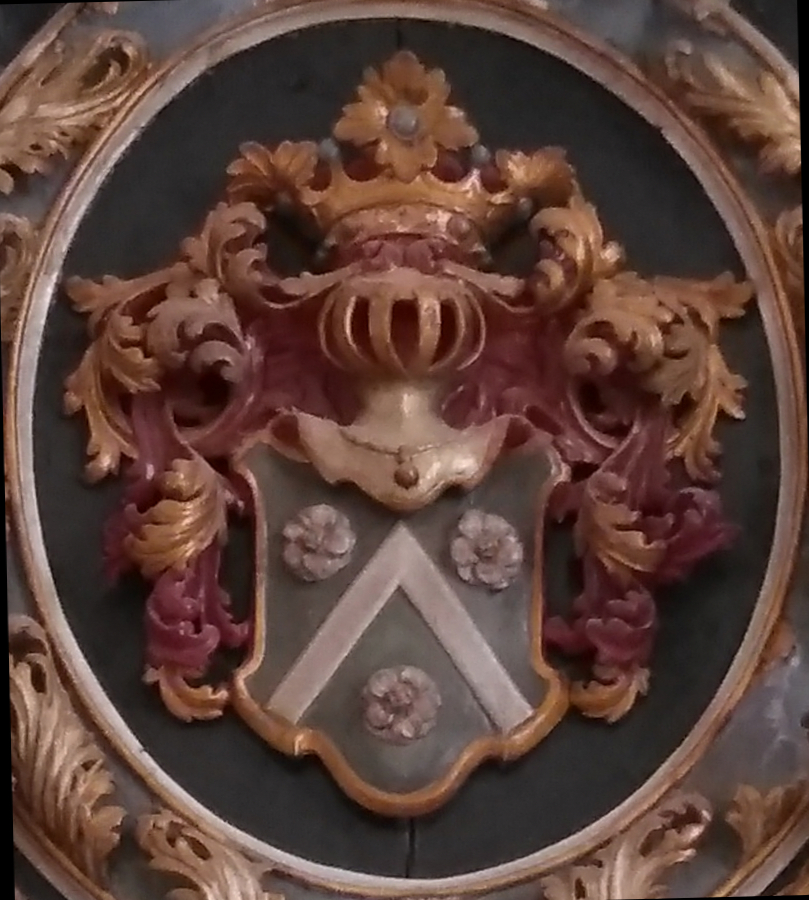
Wappen Louis de Feyrac, Epitaph 1724

2. Wappen Louis de Feyrac, Epitaph 1724 Marquis de Lostanges (* um 1668), ältester Sohn. Sehr wahrscheinlich handelt es sich um den bald nach 1685 emigrierten Louis de Blancher-Pierrebuffière de Feyrac (1668–1724 Aschersleben). Sein Epitaph in der Heilig-Kreuz-Kirche zeigt das Wappen der Blancher und eine Marquis-Krone. Zusammen mit (seinem Onkel) Charles, comte de Lostanges, diente Louis de Feyrac bereits im Oktober und Dezember 1688 im damals noch niederländischen[12], sodann brandenburgisch-preußischen Reiterregiment des Freiherrn August Friedrich von Isselstein und war in Hertogenbosch einquartiert.[13] Louis de Feyrac war 1713 Major im Regiment Du Portail zu Pferde[14], wurde am 28. August 1718 zum Oberstleutnant des Kürassierregiments Prinz Gustav befördert[15] und starb am 4. Oktober 1724 im von Alter 56 Jahren in Aschersleben. Er wurde, wie auch andere höhere Offiziere und deren Familienmitglieder, in der dortigen Garnisonskirche beigesetzt. So wurden ein Fräulein von Schmettow links hinter dem Altar, und Louis de Feyrac rechts hinter dem Altar bestattet.[16]
3. Jacques de Blanchier de Pierrebuffière, Comte de Lostanges (* 1671 in Nedde; † 17. Mai 1707). Capitaine[17] der Grenadiere im Regiment de Villiers. 1696 Colonel der Infanterie[18]. Beim Frieden von Rijswijk außer Dienst gestellt, war er 1702 erneut in der Armee. 1704 Brigadier des armées du roi der Infanterie; Lieutenant-Général des Gouvernements Marche; ⚭ 1693 Charlotte Le Clerc-de-Lesseville († 13. April 1719), Tochter des Juristen Charles Le Clerc de Lesseville, Seigneur de Saillancourt, Incourt, Leumont, Saint-Prix, und Herr des Schlosses von Saint-Leu; das Paar hatte eine Tochter[19]
4. Jeanne-Marie Blancher de Pierrebuffière, marquise de Lostanges et de Nedde, dame de Gioux et de Bouillac (um 1673–1706), Erbin des Claude de Lostanges zu einem Drittel; heiratete ⚭ 22. Februar 1694 Jean V. de Montalembert, Seigneur de Monbeau, Comte de Giou, Marquis de Lostanges, Capitaine der Grenadiere im Régiment de Normandie, womit dieser ihre Besitztümer und Titel de iure uxoris übernahm. Das Paar verkaufte die seit langem im Besitz der Familie gewesenen Ländereien von Bouch, Rocheflorens, einschließlich der Ruine des Château Larche[20], sowie der Seigneurie Terrasson, und hatte mehrere Kinder, so unter anderem
  1. Charles, marquis de Montalembert, de Lostanges et de Nedde, comte de Monbeau et de Gioux, seigneur du Terrail; Chevalier de Saint-Louis, Capitaine der Grenadiere im Régiment de Normandie; blieb unvermählt, verkauft 1746 das Marquisat von Nedde und Villeneuve an Laurent-Raymond Garat, seigneur de Beauvais (dessen Nachkommen Garat de Nedde unterhalten das Schloss Nedde bis 1954)